# 格蘭特 (愛達荷州)
格蘭特（英語：Grant）是位於美國愛達荷州傑佛遜縣的一個非建制地區。該地的面積和人口皆未知。

## 地理
格蘭特的座標為43°38′28″N 112°00′47″W / 43.64111°N 112.01306°W，而該地的平均海拔高度為1460米（即4790英尺）。